# Rudolf von Albertini
Rudolf von Albertini (* 28. August 1923 in Zürich; † 24. Februar 2004 in Fürstenau) war ein Schweizer Historiker.

## Leben und Wirken
Rudolf von Albertini entstammte dem Bündner Adel, sein Vater war Transportunternehmer. Er besuchte von 1935 bis 1942 das Gymnasium in Zürich. Im Wintersemester 1942/43 schrieb er sich an der Universität Zürich für Rechtswissenschaft ein und stieg im folgenden Semester auf Geschichte und Philosophie um. Von Herbst 1943 bis Sommer 1945 leistete er Militärdienst. Im Wintersemester 1945/46 studierte er an der Universität Basel. Im Wintersemester 1946/47 war er an der Sorbonne eingeschrieben, wo er Pierre Renouvin, Camille-Ernest Labrousse und Jean Wahl hörte. Sein wichtigster akademischer Lehrer wurde Leonhard von Muralt. Von Albertini wurde in Zürich Ende 1949 promoviert mit einer Arbeit über die politische Ideengeschichte Frankreichs in der Zeit Richelieus. Danach ging er nach Florenz, wo seine Habilitationsschrift Das florentinische Staatsbewusstsein im Übergang von der Republik zum Prinzipat (1955) entstand. Für kurze Zeit war er Privatdozent in Zürich.
Vom Wintersemester 1957/58 bis Sommersemester 1967 lehrte von Albertini zunächst als außerordentlicher, dann als ordentlicher Professor an der Universität Heidelberg. Von seiner Zeit dort an beschäftigte er sich mit der Kolonialgeschichte. Einer seiner Studenten in Heidelberg war Helmut Kohl, der bei von Albertini eine Seminararbeit zum Thema Volksfront in Frankreich schrieb. Ein Stipendium der Rockefeller Foundation ermöglichte ihm 1962 einen Forschungsaufenthalt an der Yale University. Einen Ruf an die Harvard University lehnte er 1967 ab. Von 1967 bis 1987 lehrte er als ordentlicher Professor für neuere allgemeine Geschichte an der Universität Zürich. Seine Nachfolge in Zürich trat Jörg Fisch an. Zu von Albertinis akademischen Schülern zählte unter anderem Albert Wirz.
Seine Forschungsschwerpunkte waren das 17. und 18. Jahrhundert, Frankreich im 19. und 20. Jahrhundert, die Kolonial- und Drittweltgeschichte sowie die Geschichte Italiens. Von der Mitte der 1950er bis in die frühen 1960er Jahre widmete er sich insbesondere der historischen Entwicklung Frankreichs im 19. und 20. Jahrhundert. Albertini veröffentlichte in dieser Zeit zahlreiche Aufsätze zum Regierungs- und Parteisystem der Dritten Republik. In den mittleren und späten sechziger Jahren rückten in Albertinis Publikationen andere Kontinente in den Blickpunkt. So veröffentlichte er Studien zur amerikanischen Haltung in der Kolonialfrage oder zu England als Weltmacht. Seine Perspektive blieb jedoch europazentrisch. Diese Perspektive wurde erst in den Publikationen seit 1970 überwunden. Standardwerke Albertinis wurden Dekolonisation (1966) und Europäische Kolonialherrschaft 1880–1940 (1976). Beide Darstellungen wurden ins Englische übersetzt und machten Albertini zum führenden Kolonial- und Dritte-Welt-Historiker. Einschlägig ist auch sein Beitrag Probleme der Entwicklungsländer, Entwicklungshilfe und Nord-Süd-Konflikt im 36. Band der Fischer-Weltgeschichte. Neben seiner Lehrtätigkeit und Forschungsarbeit engagierte sich Albertini in der Entwicklungshilfe. Von 1973 bis 1985 war er Präsident von Swissaid. Insbesondere sein Engagement für die Dritte Welt brachte ihm von Studenten den Beinamen „Roter Baron“ ein.

## Schriften (Auswahl)
- Das politische Denken in Frankreich zur Zeit Richelieus. Simons, Marburg 1951 (Dissertation, Universität Zürich, 1951).
- Das florentinische Staatsbewusstsein im Übergang von der Republik zum Prinzipat. Francke, Bern 1955 (online; PDF; 28,8 MB). Italienische Ausgabe  unter dem Titel Firenze dalla repubblica al principato. Storia e coscienza politica, Turin 1995.
- Freiheit und Demokratie in Frankreich. Die Diskussion von der Restauration bis zur Résistance. Alber, Freiburg/München 1957.
- Dekolonisation. Die Diskussion über Verwaltung und Zukunft der Kolonien 1919–1960. Westdeutscher Verlag, Köln/Opladen 1966.
- Europäische Kolonialherrschaft 1880–1940. Atlantis, Zürich/Freiburg im Breisgau 1976; 4., unveränderte Auflage: Steiner, Stuttgart 1997, ISBN 3-515-03818-3.